# Église Saint-Louis de Villemomble
L'église Saint-Louis située place de la République à Villemomble dans le département de la Seine-Saint-Denis en région Île-de-France est une église affectée au culte catholique. C'est l'une des églises-relais[C'est-à-dire ?] de la paroisse catholique de Villemomble du diocèse de Saint-Denis.

## Historique

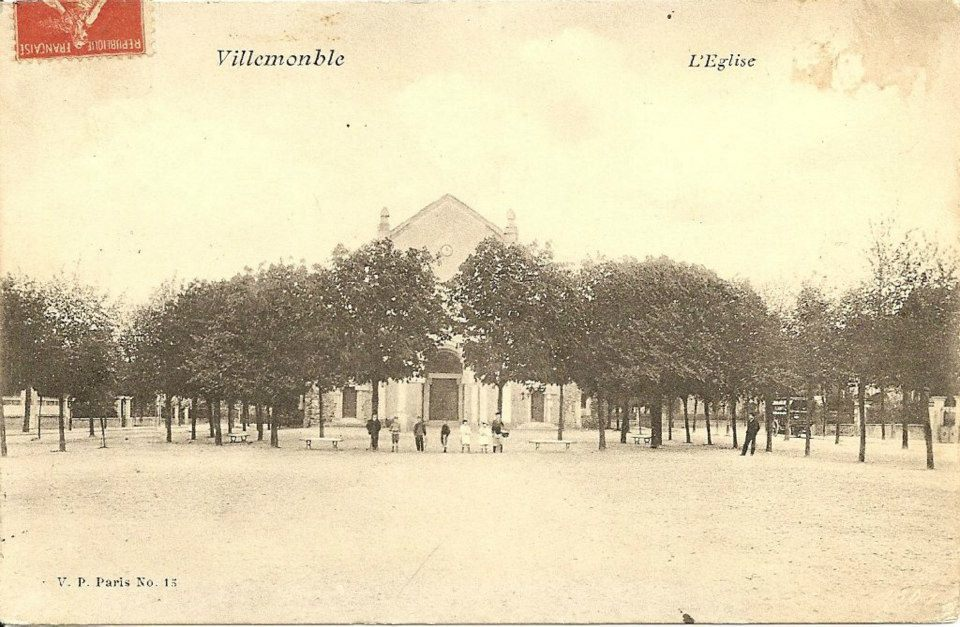
Saint-Louis de Villemomble, avant la construction du clocher en 1926.

Des fouilles ont prouvé qu'à l'angle de la place Ducatte, se trouvait une église construite au VIIe siècle, dédiée à saint Genès, martyr d'Arles, détruite en 1660, et remplacée en 1699 par un nouvel édifice rue d'Avron. Cette église n'étant pas assez grande pour accueillir les paroissiens, elle est définitivement désaffectée en 1901, et remplacée par le premier immeuble d'habitations à bon marché de la ville construit en 1935.
La nouvelle église est bâtie en 1901 sur un terrain donné à la paroisse en 1887 par l'ancien maire et bienfaiteur de la commune, Louis-Constantin Detouche.
Elle est ornée d'une croix de pierre qui faisait partie au XVe siècle d'un calvaire situé en face de l'église Saint-Genès-Saint-Louis de la rue d'Avron, au croisement du chemin du Raincy et de la route de Villemomble. 
En 1923, le curé de la paroisse, Bernard Klein, prend l'initiative de doter l'église d'un clocher, qui sera construit en 1926.
Elle est inscrite au titre monument historique, hormis la chapelle Saint-Genest, en 1996. Le clocher fait l'objet d'un classement par arrêté du 24 août 2023.

## Description

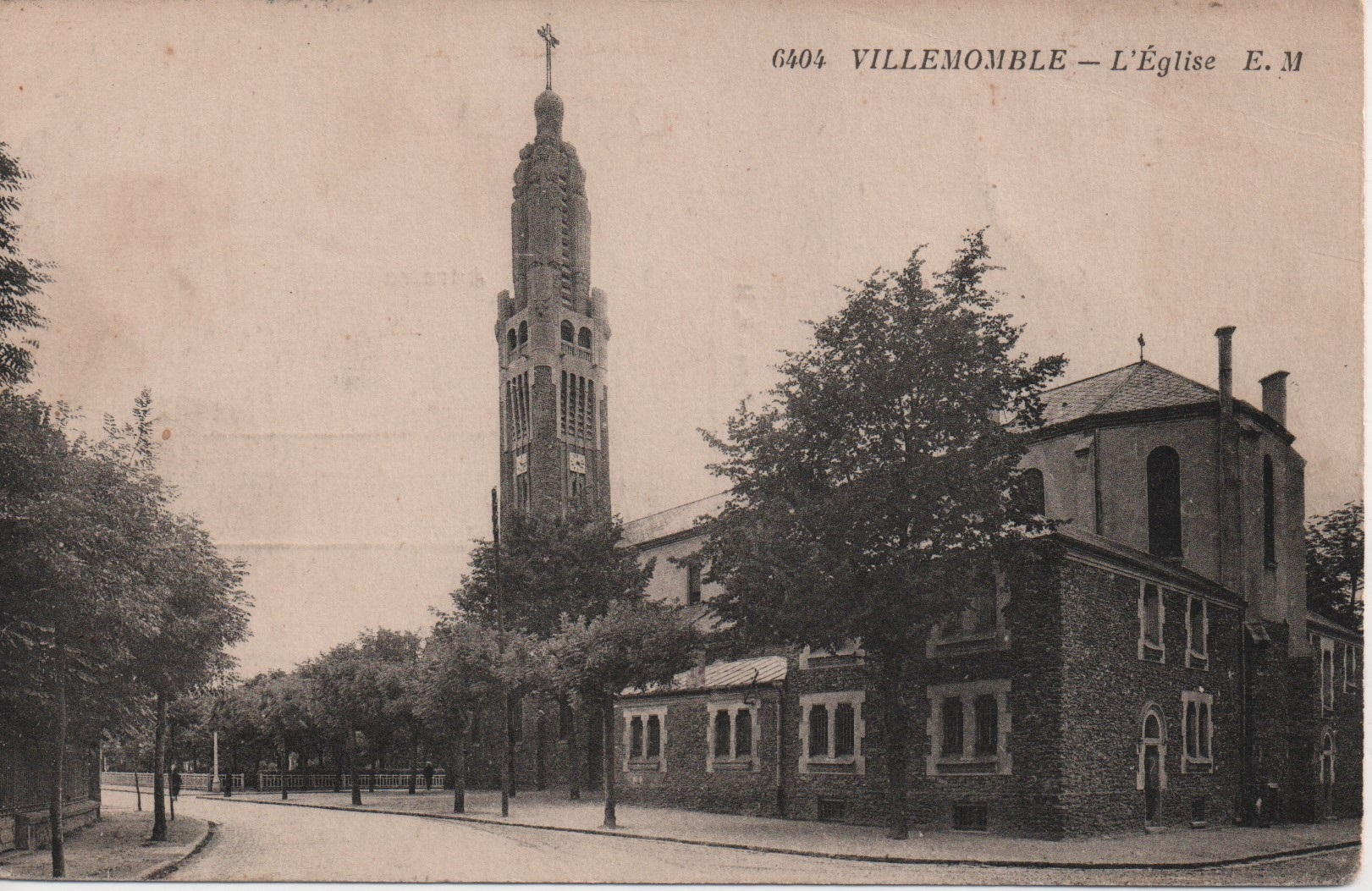
Villemomble, église Saint-Louis, vue de la place de la République et de l'avenue Henri-Dunant

Son architecte principal est Georges Dumont. Elle est composée d'une ossature métallique et d'un remplissage de pierres meulières.
Le clocher de l'église est conçu par l'architecte Paul Tournon dont le ciment est sculpté "a fresco" par Carlo Sarrabezolles. Construit en béton, en meulière et en brique, il s'élève à 56 mètres de hauteur.
Devant l'église se trouve le square de Verdun, au centre duquel a été élevé un monument aux morts de la Première Guerre mondiale.

## Chapelle Saint-Genest
La chapelle Saint-Genest, dont la première pierre a été posée par Mgr Feltin en 1958, fait corps avec l’église Saint-Louis de Villemomble. Elle a été construite par l'Œuvre des Chantiers du Cardinal par l’architecte Sorin. Son nom rappelle l'église Saint-Genest, détruite au XVIIe siecle. Elle est restaurée en 2013 et dédiée au Saint-Esprit.